# Mistrzostwa Świata w Judo 2011
27. Mistrzostwa Świata w Judo odbyły się w dniach 23–28 sierpnia 2011 w hali Palais Omnisports de Paris-Bercy w Paryżu (Francja). Kobiety rywalizowały w mistrzostwach po raz 18. Drugie MŚ w Judo Open odbyły się w dniach 29–30 października 2011 w Tiumeni (Rosja).

## Reprezentacja Polski

### kobiety
- Ewa Konieczny (Czarni Bytom) – odpadła w 1/16 finału (48 kg)
- Marta Kubań (Gwardia Warszawa) – odpadła w 1/8 finału (52 kg)
- Katarzyna Kłys (AZS AWFiS Gdańsk) – odpadła w 1/32 finału (70 kg)
- Daria Pogorzelec (SGKS Wybrzeże Gdańsk) – odpadła w 1/32 finału (78 kg)
- Urszula Sadkowska (Gwardia Opole) – odpadła w 1/8 finału (+78 kg)

### mężczyźni
- Tomasz Kowalski (AZS Opole) – odpadł w 1/16 finału (66 kg)
- Paweł Zagrodnik (GKS Czarni Bytom) – odpadł w 1/32 finału (66 kg)
- Tomasz Adamiec (UKJ Ryś Warszawa) – odpadł w 1/8 finału (73 kg)
- Krzysztof Wiłkomirski (AZS UW Warszawa) – odpadł w 1/32 finału (73 kg)
- Robert Krawczyk (Czarni Bytom) – odpadł w 1/32 finału (90 kg)
- Krzysztof Węglarz (Wisła Kraków) – odpadł w 1/16 finału (90 kg)
- Przemysław Matyjaszek (GKS Czarni Bytom) – odpadł w 1/32 finału (100 kg)
- Grzegorz Eitel (WKS Gwardia Warszawa) – odpadł w 1/8 finału (+100 kg)
  - drużyna – odpadła w 1/8 finału

## Klasyfikacja medalowa
| Miejsce | Kraj              | Złoto | Srebro | Brąz | Razem |
| 1.      | Francja           | 6     | 0      | 1    | 7     |
| 2.      | Japonia           | 5     | 7      | 8    | 20    |
| 3.      | Chiny             | 2     | 1      | 0    | 3     |
| 4.      | Uzbekistan        | 2     | 0      | 1    | 3     |
| 5.      | Rosja             | 1     | 1      | 4    | 6     |
| 6.      | Korea Południowa  | 1     | 0      | 3    | 4     |
| 7.      | Grecja            | 1     | 0      | 0    | 1     |
| 8.      | Brazylia          | 0     | 3      | 3    | 6     |
| 9.      | Holandia          | 0     | 2      | 1    | 3     |
| 10.     | Węgry             | 0     | 1      | 2    | 3     |
| 11.     | Niemcy            | 0     | 1      | 1    | 1     |
| 12.     | Czarnogóra        | 0     | 1      | 0    | 1     |
| 12.     | Kazachstan        | 0     | 1      | 0    | 1     |
| 14.     | Rumunia           | 0     | 0      | 2    | 2     |
| 14.     | Kuba              | 0     | 0      | 2    | 2     |
| 16.     | Azerbejdżan       | 0     | 0      | 1    | 1     |
| 16.     | Czechy            | 0     | 0      | 1    | 1     |
| 16.     | Gruzja            | 0     | 0      | 1    | 1     |
| 16.     | Mołdawia          | 0     | 0      | 1    | 1     |
| 16.     | Słowenia          | 0     | 0      | 1    | 1     |
| 16.     | Stany Zjednoczone | 0     | 0      | 1    | 1     |
| 16.     | Ukraina           | 0     | 0      | 1    | 1     |

## Medaliści

### Mężczyźni
| Konkurencja: | Data:                | Złoto:            | Srebro:          | Brąz:                            |
| -60 kg       | 23 sierpnia 2011     | Rishod Sobirov    | Hiroaki Hiraoka  | İlqar Müşkiyev Heorhij Zantaraja |
| -66 kg       | 23 sierpnia 2011     | Masashi Ebinuma   | Leandro Cunha    | Cho Jun-ho Musa Moguszkow        |
| -73 kg       | 24 sierpnia 2011     | Riki Nakaya       | Dex Elmont       | Navroʻz Joʻraqobilov Ugo Legrand |
| -81 kg       | 25 sierpnia 2011     | Kim Jae-bum       | Srđan Mrvaljević | Leandro Guilheiro Sergiu Toma    |
| -90 kg       | 26 sierpnia 2011     | Ilias Iliadis     | Daiki Nishiyama  | Asley González Takashi Ono       |
| -100 kg      | 27 sierpnia 2011     | Tagir Chajbułajew | Maksim Rakow     | Lukáš Krpálek Irakli Cirekidze   |
| +100 kg      | 27 sierpnia 2011     | Teddy Riner       | Andreas Tölzer   | Kim Sung-min Aleksandr Michajlin |
| Open         | 30 października 2011 | Abdullo Tangriyev | Barna Bor        | Keiji Suzuki Aleksandr Michajlin |
| drużynowo    | 28 sierpnia 2011     | Francja           | Brazylia         | Korea Południowa · Japonia       |

### Kobiety
| Konkurencja: | Data:                | Złoto:          | Srebro:           | Brąz:                            |
| -48 kg       | 23 sierpnia 2011     | Haruna Asami    | Tomoko Fukumi     | Éva Csernoviczki Sarah Menezes   |
| -52 kg       | 24 sierpnia 2011     | Misato Nakamura | Yuka Nishida      | Ana Carrascosa Andreea Chițu     |
| -57 kg       | 24 sierpnia 2011     | Aiko Satō       | Rafaela Silva     | Corina Căprioriu Kaori Matsumoto |
| -63 kg       | 25 sierpnia 2011     | Gévrise Émane   | Yoshie Ueno       | Anicka van Emden Urška Žolnir    |
| -70 kg       | 26 sierpnia 2011     | Lucie Décosse   | Edith Bosch       | Yoriko Kunihara Anett Mészáros   |
| -78 kg       | 26 sierpnia 2011     | Audrey Tcheuméo | Akari Ogata       | Mayra Aguiar Kayla Harrison      |
| +78 kg       | 27 sierpnia 2011     | Tong Wen        | Qin Qian          | Jelena Iwaszczenko Mika Sugimoto |
| Open         | 29 października 2011 | Tong Wen        | Tea Donguzaszwili | Nanami Hashiguchi Mika Sugimoto  |
| drużynowo    | 28 sierpnia 2011     | Francja         | Japonia           | Niemcy · Kuba                    |